# Velikovisočnoe
Velikovisočnoe (in russo Великовисочное?) è un villaggio che appartiene al Zapoljarnyj rajon del Circondario autonomo dei Nenec, nella Russia europea del nord. 
Il villaggio si trova sulla riva del canale laterale di sinistra del fiume Pečora, la distanza lungo il fiume fino al centro amministrativo della Nenecia, Nar'jan-Mar, è di 90 km.